# Luca Cambiaso
Luca Cambiaso, někdy též Cambiasi nebo Cangiagio (18. listopadu 1527 Moneglia – 6. září 1585 San Lorenzo de El Escorial) byl italský malíř pozdního manýrismu. Je znám také jako Lucchetto da Genova.

## Život
Luca Cambiaso byl synem malíře Giovanni Cambiasa, u kterého se vyučil. Měl možnost studovat a kopírovat fresky mistrů italské renesance (Perin del Vaga – žák Rafaela, Domenico Beccafumi, Il Pordenone). Již v patnácti letech maloval spolu se svým otcem fasádní obraz v Janově (Palazzo Saluzzo, 1543-4) a v sedmnácti ho vévoda Grimaldi pověřil zhotovením fresky v Palazzo Doria v Janově (nyní Prefektura). V letech 1557-1559 maloval fresky v kostele San Matteo v Janově ve spolupráci s Giovanni Battista Castello (Il Bergamasco).
Malíř zažíval osobní krizi, když jeho žena zemřela a papež mu nedovolil oženit se s její sestrou, která mu vedla domácnost a starala se o jeho děti. Roku 1583 ho pozval španělský král Filip II. aby dokončil cyklus fresek v Escorialu, které začal malovat Castello (Il Bergamasco). Cambiaso pozvání přijal s nadějí, že král pomůže vyřešit jeho problém přímluvou ve Vatikánu, ale zemřel dva roky po příchodu do Madridu.
Jeho syn Orazio Cambiasi byl barokní malíř. Luca Cambiaso měl řadu následovníků a je považován za zakladatele janovské malířské školy v 16. století. (Giovanni Andrea Ansaldo, Simone Barabino, Giulio Benso, Battista a Bernardo Castello, Giovanni Battista Paggi, Francesco Spezzini, Lazzaro Tavarone).

## Dílo

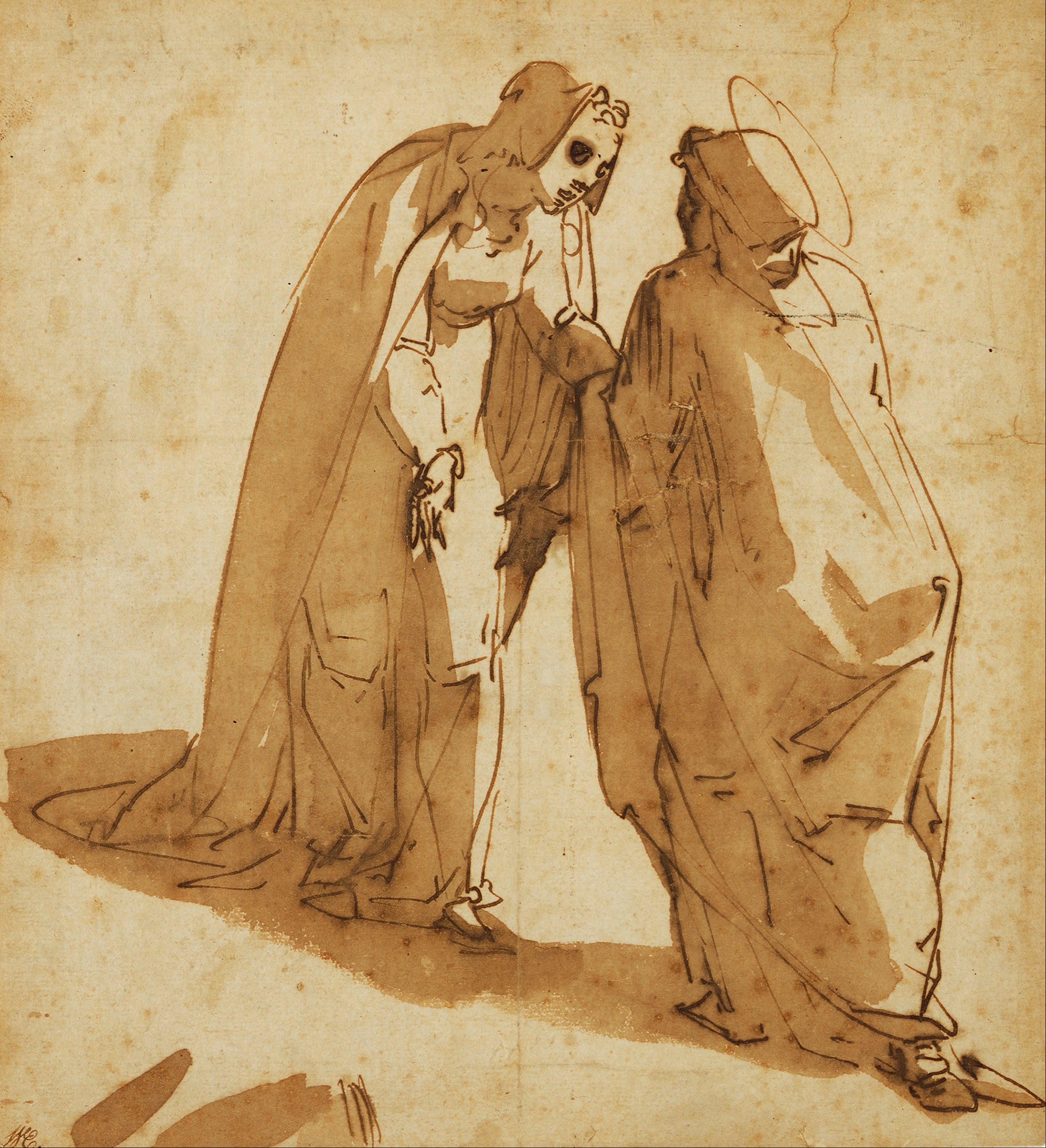
Luca Cambiaso, Navštívení, Google Art Project

Luca Cambiaso měl bohatou fantazii a zručnost a brzy překonal umění svého otce. V Římě se seznámil s malbou Michelangela a přejal zprvu jeho robustní plastický styl, ale kolem roku 1550, kdy opustil definitivně rodinnou dílnu, se přiklonil k lehčí a elegantnější manýristické malbě, jakou reprezentoval např. Parmigianino a Correggio. Byl známý svou rychlostí a uvádí se, že byl schopen malovat oběma rukama současně. Za svou nástropní fresku Ráj v San Lorenzo (Escorial) obdržel odměnu 2 000 dukátů, zřejmě nejvyšší sumu jaká byla do té doby zaplacena za jediné dílo umělce.
Cambiaso vytvořil množství kreseb. Jeho zájem o teoretické otázky malby a stanovení proporcí lidské postavy ho vedl v náčrtcích kompozic k schematickému zjednodušení.
Kolem roku 1565 začal kreslit některé figury v geometrickém stylu, složené z kubických tvarů (la maniera cubica). Cambiasa mohly inspirovat podobné kresby Dürera a dalších německých malířů, ale mohl tak reagovat také na přísná omezení Tridentského koncilu.
Cambiaso žil v době, kdy kardinál G.F. Carafa a pozdější papež Pavel IV. obnovil inkvizici (1542) a zavedl přísná pravidla, která omezovala malíře ve výběru témat i způsobu malby.
Roku 1563 Tridentský koncil zakázal zobrazování nahého lidského těla.
Cambiaso je uváděn jako zakladatel tzv. luminismu. Jako první použil nasvícení noční scény v centru obrazu užitím umělého světla svíčky nebo lampy a teplých tónů barev (Klanění pastýřů, 1570, Madona se svíčkou, 1575) Byl předchůdcem Caravaggia a Georgese de la Tour.

### Známá díla

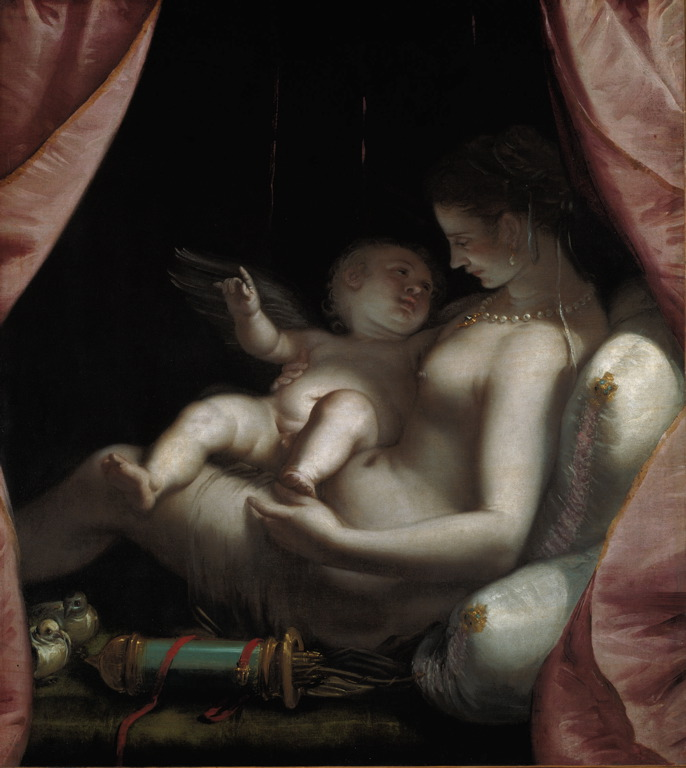
Luca Cambiasso, Venuše s Kupidem 1570, AI Chicago

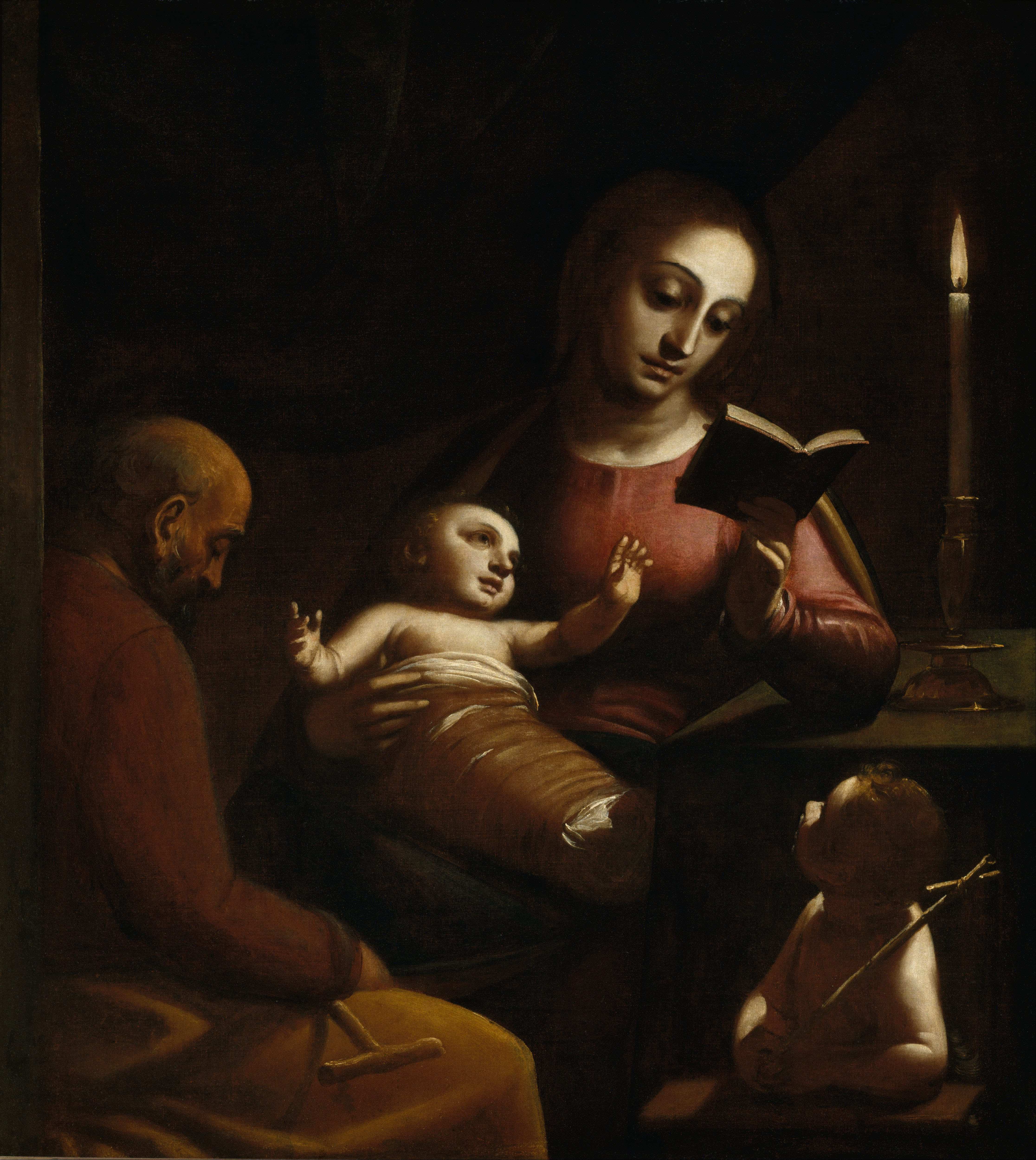
Luca Cambiaso, Svatá rodina s Janem Křtitelem

- Venuše s Kupidem, 1570, The Art Institute of Chicago
- Madona s dítětem (1570–1580), Galerie Uffizi, Florencie
- Autoportrét malíře, který maluje svého otce Giovanniho, kolem 1570, olej na plátně, 104x97, Palazzo Bianco, Janov
- I santi Luca, Basilio, Agostino e Antonio abate con Antonio Doria, olej na plátně, 213x133, Palazzo Bianco, Janov
- Venuše a Adonis, 1565, olej na plátně, 174x107, Palazzo Bianco, Janov
- Sv. Jeroným, olej na plátně, 71,5x63, Palazzo Bianco, Janov
- Kristus na kříži, olej na plátně, 171x130, Palazzo Bianco, Janov
- Věčný Otec, olej na desce, 40x33,5, Palazzo Bianco, Janov
- Madona s dítětem, sv. Jan a svatá Alžběta, Madonna se svíčkou, 1570-1575, olej na plátně, 104x109, Palazzo Bianco, Janov
- S. Matteo e il miracolo del dragone d'Etiopia, freska, kostel sv Matouše (Janov) [3]
- Mučednictví svatého Bartoloměje, Kostel Santa Maria Assunta, La Spezia
- Kající se sv. Jeroným, olej na plátně, Klášter Kapucínů (Monterosso al Mare)
- Pieta, olej na plátně, Klášter Kapucínů (Monterosso al Mare)
- Klanění pastýřů (1565–1570), Pinacoteca di Brera

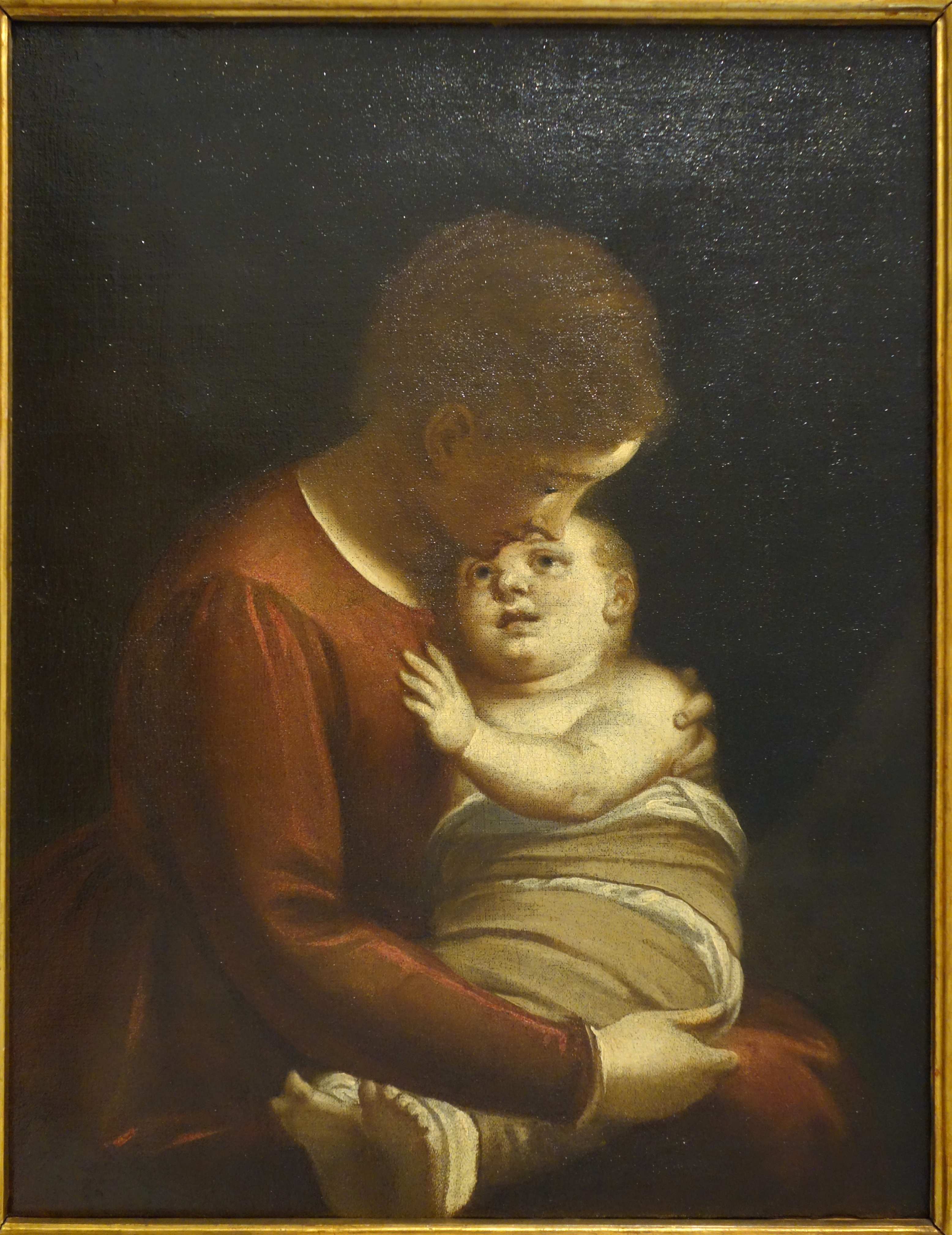
Luca Cambiaso, Madona s dítětem v zavinovačce, Accademia Ligustica di Belle Arti

- Madona s dítětem v zavinovačce, 1575-80, Museo dell’Accademia Ligustica di Belle Arti, Genoa
- Diana odhalující těhotenství Kallistó, 1570, Gemäldegalerie, Kassel [4]
- Útěk Aenea, Anchise, and Ascaniuse z Tróje, 1555-60, Hermitage, St. Petersburg
- Venuše a Adonis, 1565-69, Hermitage, St. Petersburg
- Venuše a Adonis, Galeria Borghese, Řím
- Smrt Lukrécie, Spící Amor, Svatá rodina, Prado, Madrid
- Bojující jezdci, 1565-1566, Minneapolis Institute of Arts
- Alegorie Venuše a Pozemské marnivosti, kolem. 1570, New Orleans Museum of Art

### Literatura

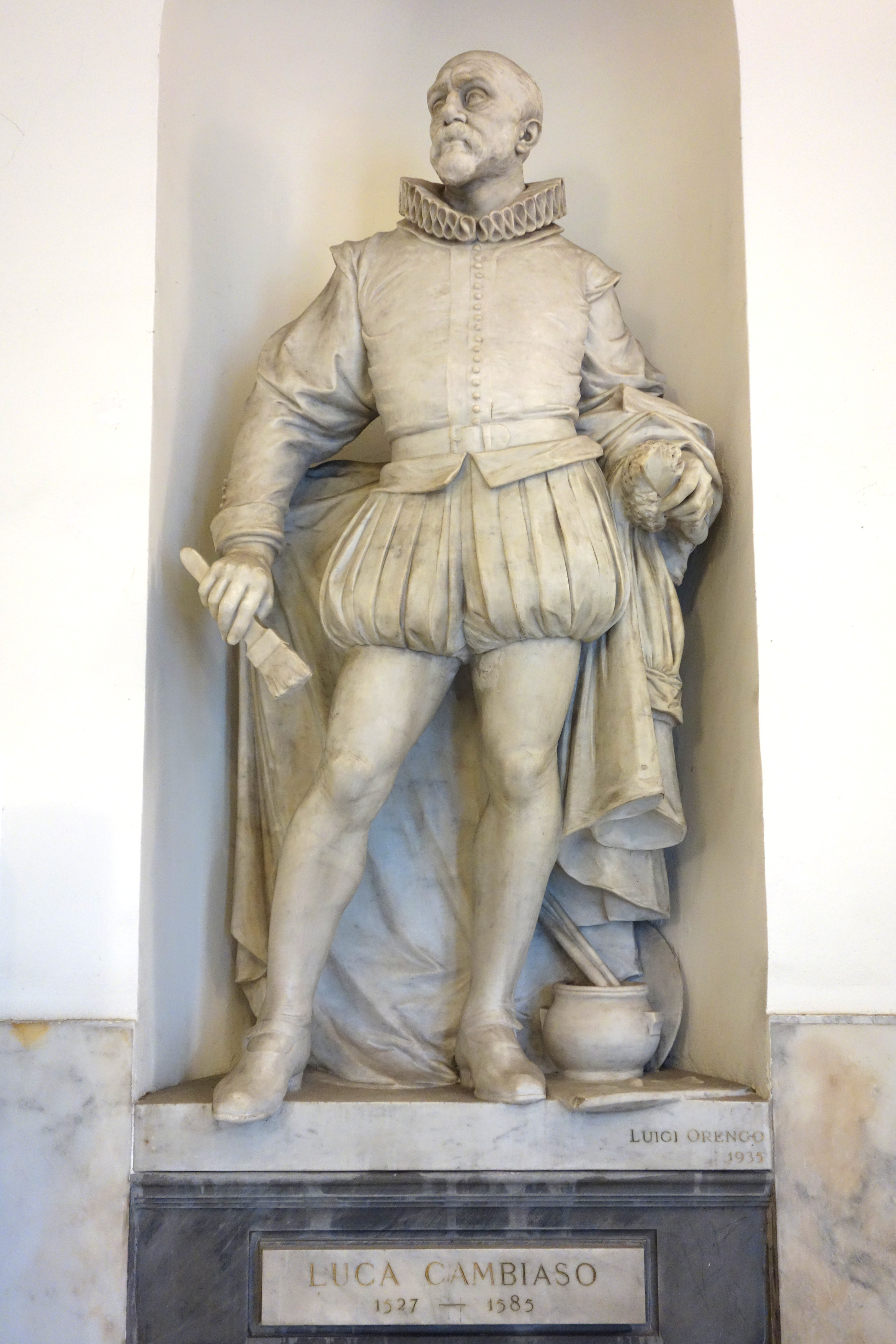
Luigi Orengo: Luca Cambiaso, Accademia Ligustica di Belle Arti, 1935